# Margarida de Bearne
Margarida de Bearne, também conhecida como Margarida de Moncada (c. 1245/50 — após 1310) foi suo jure viscondessa de Bearne, e condessa consorte de Foix pelo seu casamento com Rogério Bernardo III de Foix.

## Família
Margarida foi a segunda filha nascida do visconde Gastão VII de Bearne e da viscondessa Marta de Marsan, sua primeira esposa. Os seus avós paternos eram o visconde Guilherme II de Bearne e sua primeira esposa, Gersenda de Provença. Os seus avós maternos eram Bosão de Marsan e a condessa Petronila de Bigorre.
Ela teve três irmãs: Constança, viscondessa de Marsan e condessa de Bigorre, foi casada três vezes; Marta, esposa do conde Geraldo VI de Armagnac, e Guilhermina, esposa do infante Pedro de Aragão, filho de Pedro III de Aragão.
Além disso, ela teve cinco meio-irmãos ilegítimos por parte de pai: Raimundo, arcediago em Larbaig e em Rivière; Arnaldo Guilherme, senhor e barão de Lescun; Bernardo, senhor de Arudy e Amou; Condor, esposa de Arnaldo Guilherme, barão de Andoins, e Gisele, abadessa de Beyries, em Marsan.

## Biografia
Em 14 de outubro de 1252, Margarida casou-se com o futuro conde Rogério Bernardo III, em Layrac, na região da Aquitânia. Ele era filho do conde Rogério IV de Foix e de Brunissenda de Cardona, e irmão de Esclaramunda de Foix, rainha consorte de Jaime II de Maiorca.
Em 26 de abril de 1290, Margarida sucedeu ao título de viscondessa de Bearne após a morte de Gastão VII. 
Em 1302, ela foi convocada pelo rei Filipe IV de França para uma audiência pertinente ao condado de Bigorre, governado pela irmã dela, Constança.
O conde e a condessa de Foix tiveram cinco filhos, quatro meninas e um menino. Margarida foi a ancestral dos condes de Bigorre e viscondes de Bearne.
Rogério Bernardo faleceu em 3 de março de 1302, e Margarida tornou-se regente de Foix para o filho mais novo, Gastão I de Foix-Bearne, durante sua menoridade.
A viscondessa faleceu em data posterior a 1310.

## Descendência
- Constança de Foix (m. após 8 de setembro de 1332), foi esposa de João I de Lévis, marechal e senhor de Mirepoix, com quem teve quatro filhos;
- Marta de Foix, foi a primeira esposa do conde Bernardo IV de Astarac, com quem teve dois filhos;
- Margarida de Foix, esposa do senhor Bernardo III de L'isle Jourdain, com quem teve cinco filhos;
- Brunissenda de Foix (m. antes de 21 de novembro de 1324), foi a segunda esposa do conde Hélio VII de Périgord, com quem teve nove filhos, incluindo o cardeal Hélie de Talleyrand-Périgord;
- Gastão I de Foix-Bearne (1287 - 13 de dezembro de 1315), sucessor do pai, e da mãe como Gastão VIII. Foi marido de Joana de Artois, com quem teve seis filhos;